# 아지스정
아지스정(阿知須町)은 야마구치현 중앙부에 있던 정이다.
2001년 여름에 정네 키라라하마에서 야마구치 키라라 히로시가 개최되었다.
2005년 1월 10일에 야마구치시, 오고리정, 아이오정, 사바군 도쿠지정과 대등 합병해 새로운 야마구치시(제3차)가 됨에 따라 아지스 정은 야마구치시 아지스가 되었고, '아지스정'의 이름은 소멸되었다.

## 역사
- 1899년 4월 1일 - 사바촌, 이세키촌이 합병해 사야마촌이 됨과 동시에 이세키촌의 일부가 분리해 아지스정이 성립하였다.
- 1944년 4월 1일 - 야마구치시, 오고리정, 오토시촌, 히라카와촌, 아이오후타지마촌, 나타시마촌, 스에촌, 가가와촌, 사야마촌과 합병해 새로운 야마구치시가 성립하였다. 동일 아지스정(제1차)은 폐지되었다.
- 1949년 11월 1일 - 야마구치시에서 분리해 아지스정(제2차)이 성립하였다
- 2005년 10월 1일 - 야마구치시, 오고리정, 아이오정, 사바군 도쿠지정과 합병해 새로운 야마구치시가 성립하였다. 동일 아지스정(제2차)은 폐지되었다.

## 교통

### 도로
- 국도 190호선